# پیکی بلایندرز (مجموعه تلویزیونی)
پیکی بلایندرز (انگلیسی: Peaky Blinders) یک مجموعه تلویزیونی بریتانیایی در ژانر درام جنایی است که توسط استیون نایت ساخته شده‌است. داستان این مجموعه در بیرمنگام انگلستان جریان دارد و به کارهای گروه تبهکار پیکی بلایندرز در عواقب مستقیم جنگ جهانی اول می‌پردازد. این باند خیالی بر اساس باند واقعی جوانان شهری به همین نام ساخته شده که از دههٔ ۱۸۹۰ تا ۱۹۱۰ در این شهر فعال بوده‌اند. گروه اصلی بازیگران کیلین مورفی، هلن مک‌کروری، پاول اندرسن، سوفی راندل و جو کول هستند و سم نیل، آنابل والیس، ایو گلدبرگ، تام هاردی، شارلوت رایلی، فین کول، ناتاشا اوکیف، پدی کانسیداین، آدرین برودی، آیدان گیلن، آنیا تیلور-جوی، سم کلفلین، جیمز فرش‌ویل و استیون گراهام از دیگر بازیگران این مجموعه‌اند.
اولین فصل این مجموعه در ۱۳ سپتامبر ۲۰۱۳ از شبکهٔ بی‌بی‌سی دو به نمایش درآمد و تا فصل ۴ در این شبکه پخش شد. فصل پنجم در ۲۵ اوت ۲۰۱۹ برای اولین بار از شبکهٔ بی‌بی‌سی وان پخش شد و در ۲۲ سپتامبر ۲۰۱۹ به پایان رسید. نتفلیکس تحت قراردادی با شرکت واینستین و اندمول، حق انتشار این نمایش را در ایالات متحده و سراسر جهان به دست آورد. فصل ششم به عنوان آخرین فصل این مجموعه در سال ۲۰۲۲ پخش شد. این مجموعه نقدهای مثبتی را از سوی منتقدان دریافت کرده‌است.

## خلاصه داستان

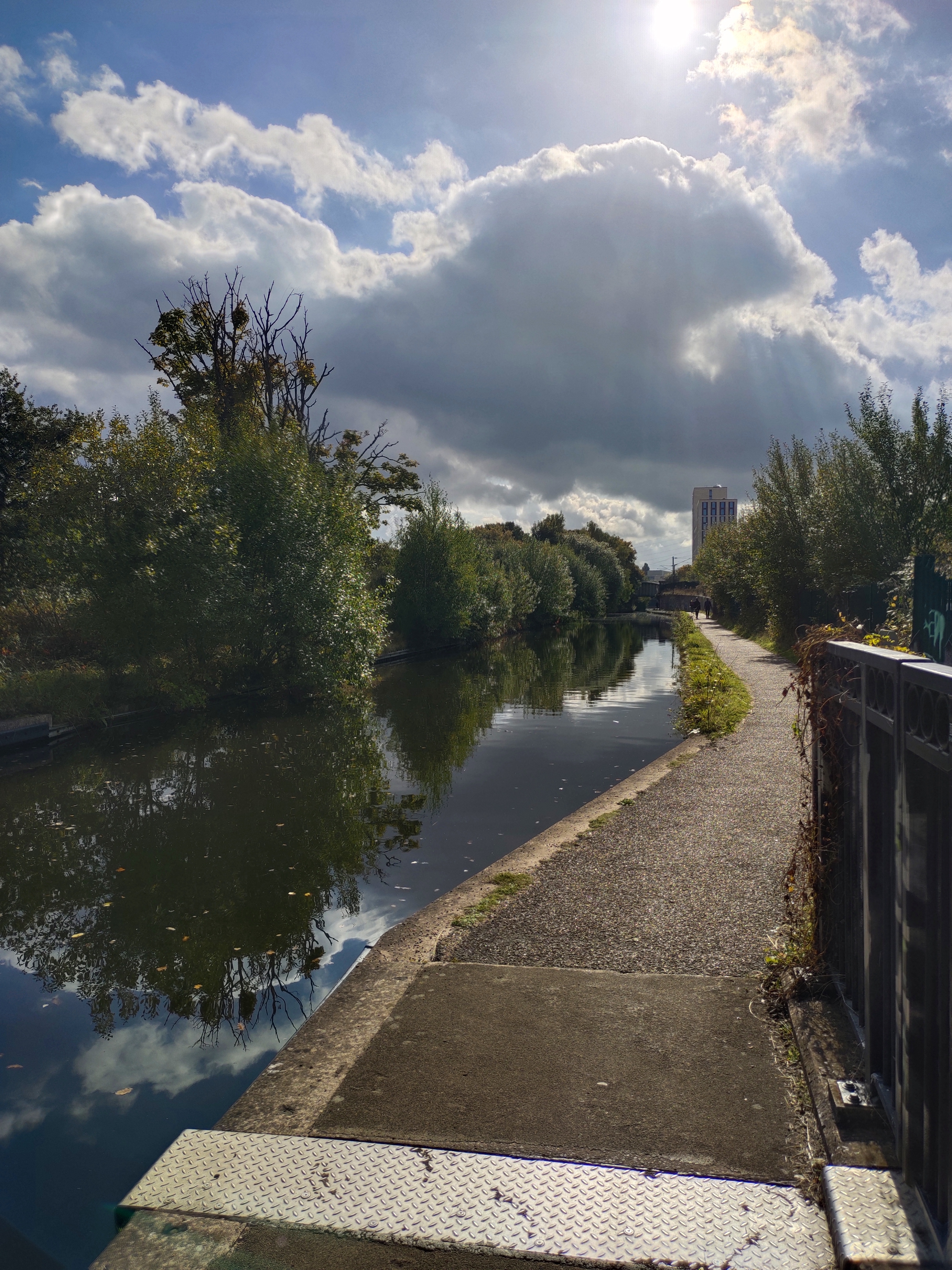
کانال بیرمنگام

داستان این سریال در سال‌های ۱۹۱۹ به بعد اتفاق می‌افتد و درباره ماجراها و بلندپروازی‌های یک خانواده با اصالت رومانی (کولی) است که در شهر بیرمنگام ساکن‌اند. مهم‌ترین عضو این خانواده که تامی شلبی نام دارد، گروه پیکی بلایندرز را رهبری می‌کند.

### فصل اول
در سال ۱۹۱۹ پس از جنگ جهانی، پیکی بلایندرزها به رهبری تامی شلبی، محموله‌ای از اسلحه‌ها را از یک کارخانه اسلحه‌سازی محلی می‌دزدند. وینستون چرچیل، چستر کمپل، بازرس ارشد پلیس سلطنتی ایرلند را به بیرمنگام می‌فرستد تا اسلحه‌ها را پس بگیرد. پالی گری، عمه تامی، از او می‌خواهد که اسلحه‌ها را پس دهد، اما تامی احساس می‌کند که می‌تواند از آن‌ها به نفع خود استفاده کند.

### فصل دوم
پس از منفجر شدن میخانه گریسون، تامی در جست‌وجوی عوامل این اتفاق، با ارتش جمهوری‌خواه ایرلند روبه‌رو می‌شود و آن‌ها از او می‌خواهند که یک نفر را ترور کند و او قبول می‌کند. در همین حال تامی که به فکر گسترش کسب و کارش به لندن است، در اولین اقدام تصمیم می‌گیرد به همراه آرتور و جان، در یکی از کلوپ‌های شهر لندن که متعلق به داربی سابینی است، خودی نشان دهند و با دار و دستهٔ او وارد رقابت شوند.

### فصل سوم
تامی برای کسب قدرت بیشتر این‌بار با عوامل روس و بریتانیا وارد معاملاتی می‌شود. از طرفی شلبی‌ها با خانواده چنگرتا طی اتفاقاتی به مشکل می‌خورند و درگیری‌هایی شکل می‌گیرد که زمینه‌ی انتقام‌گیری بین خانواده‌ها را فراهم می‌سازد.

### فصل چهارم
خانواده تامی بعد از حل مشکلات با روس‌ها و دستگاه اطلاعات بریتانیا از فعالیت‌های مجرمانه کناره‌گیری می‌کنند، اما تامی همچنان سردستهٔ تشکیلات جنایی پیکی بلایندرز است و به ثروت و درآمد هنگفتی نیز رسیده. در این فصل، اعضای یک باند مافیایی ایتالیایی ساکن در بروکلین، با سرپرستی لوکا چنگرتا برای گرفتن انتقام خون پدرشان به بیرمنگام سفر می‌کنند و اوضاع برای شلبی‌ها متفاوت می‌شود. در این هنگام، تامی بار دیگر خانواده‌اش را برای محافظت از آن‌ها در محله اسمال هیث در بیرمنگام جمع می‌کند.

### فصل پنجم
تامی اکنون نماینده‌ی شهرش در مجلس عوام بریتانیا است. آزوالد موزلی، یکی از نمایندگان، از او دعوت می‌کند که به حزب تازه تاسیسش (اتحادیه فاشیست‌های بریتانیا) بپیوندد. تامی با این‌که با عقاید موزلی مخالف است، اما برای خبرچینی و ضربه زدن به این حزب، قبول می‌کند همراه او باشد که با مشکلاتی هم مواجه می‌شود.

### فصل ششم
پس از تلاش تامی برای خودکشی، مامور ارتش جمهوری‌خواه ایرلند، سوئینگ، با تامی تماس گرفته و مسئولیت جلوگیری از ترور موزلی را بر عهده می‌گیرد. او جنازه بارنی، آبراما و پالی را که در جریان این ترور ناموفق کشته شده‌اند، به تامی تحویل می‌دهد. خانواده شلبی برای مراسم پالی جمع می‌شوند و مایکل که تامی را مقصر اصلی مرگ مادرش می‌داند، قسم می‌خورد از او انتقام بگیرد.

## بازیگران

### اصلی
- کیلین مورفی در نقش توماس «تامی» شلبی: رئیس و رهبر پیکی بلایندرز.
- سم نیل در نقش بازرس ارشد/سرگرد چستر کمپل (فصل ۱-۲).
- هلن مک‌کروری در نقش الیزابت پولیانا "پالی" گری/شلبی (فصل ۱-۵): عمه شلبی‌ها و خزانه‌دار پیکی بلایندرز.
- پاول اندرسن در نقش آرتور شلبی جونیور: برادر بزرگ خانواده شلبی.
- آنابل والیس در نقش گریس برجس/شلبی (فصل ۱-۳ و ۵): همسر اول تامی و مادر پسرش چارلز.
- ایو گلدبرگ در نقش فردی ثورن (فصل ۱): یک کمونیست شناخته شده که در جنگ جهانی جنگیده و همسر آیدا.
- سوفی راندل در نقش آیدا شلبی/تورن: تنها خواهر برادران شلبی.
- جو کول در نقش جان شلبی (فصل ۱-۴): برادر آرتور، تامی، آیدا و فین. یکی از اعضای پیکی بلایندرز.
- ند دِنهی در نقش چارلی استرانگ: صاحب یک قایق‌سازی و عموی شلبی‌ها.
- بنجامین زفِنایا در نقش جرمیا "جیمی" هیسوس: یک واعظ و دوست پیکی بلایندرز.
- دیوید داوسون در نقش رابرتز (فصل ۱): حسابدار بیلی کیمبر.
- اندی نایمن (فصل ۱)، ریچارد مک‌کیب (پرتکرار در فصل ۲) و نیل مسکل (فصل ۵-۶) در نقش وینستون چرچیل.
- چارلی کرید-میلز در نقش بیلی کیمبر (فصل ۱): رهبر گروه پسران بیرمنگام که مسابقات محلی را اجرا می‌کند.
- تامی فلاناگان در نقش آرتور شلبی پدر (فصل ۱): پدر خانواده شلبی و برادر پولی.
- نوآ تیلور در نقش داربی سابینی (فصل ۲): رهبر یک باند ایتالیایی در شهر کمدن.
- تام هاردی در نقش آلفرد "الفی" سولومونز (فصل ۲-۶): رهبر یک باند یهودی در شهر کمدن.
- شارلوت رایلی در نقش می فیتز کارلتون (فصل ۲ و ۴): یک بیوه‌ی ثروتمند که اسب‌های مسابقه‌ای دارد.
- فین کول در نقش مایکل گری (فصل ۲-۶): پسر پولی.
- ناتاشا اوکیف در نقش الیزابت "لیزی" استارک/شلبی (فصل ۲-۶؛ مهمان در فصل ۱): یک روسپی سابق، مدتی به عنوان منشی تامی، همسر دوم تامی و مادر دخترش روبی.
- ایمی-فیون ادواردز در نقش ازمه شلبی-لی (فصل ۳-۴ و ۶؛ پرتکرار در فصل ۱-۲): همسر جان و یکی از اعضای خانواده لی.
- گایت یانسن در نقش پرنسس تاتیانا پترونا (فصل ۳): یک شاهزاده خانم روسی که با تامی رابطه دارد.
- الکساندر صدیق در نقش روبن الیور (فصل ۳): هنرمند پرتره در رابطه عاشقانه با پولی.
- پکی لی در نقش جانی داگز (فصل ۳-۶؛ پرتکرار در فصل ۱-۲): دوست کولی تامی.
- جان بیووت در نقش دوک لیون رومانوف (فصل ۳): عموی تاتیانا.
- دینا کورزِن در نقش دوشس ایزابلا پترونا (فصل ۳): عمه تاتیانا.
- پدی کانسیداین در نقش پدر جان هیوز (فصل ۳): کشیشی که با بخش ضد کمونیستی D (اتحادیه اقتصادی) در دولت بریتانیا کار می‌کند.
- کیت فیلیپس در نقش لیندا شلبی (فصل ۴-۶؛ پرتکرار در فصل ۳): همسر آرتور که یک مسیحی معتقد است.
- چارلی مورفی در نقش جسی ایدن (فصل ۴-۵): یکی از اعضای اتحادیه و معشوقه تامی.
- آدرین برودی در نقش لوکا چنگرتا (فصل ۴): یک مافیای نیویورکی که هدفش انتقام‌گیری از پیکی بلایندرز است.
- ایان پک در نقش کرلی (فصل ۴-۶؛ پر تکرار در فصل ۱-۳): متخصص اسب و دستیار چارلی.
- جک روآن در نقش بانی گلد (فصل ۴-۵): پسر آبراما و قهرمان بکس.
- آیدان گیلن در نقش آبراما گلد (فصل ۴-۵): متحد پیکی بلایندرز و معشوق پولی.
- آنیا تیلور-جوی در نقش جینا گری (فصل ۵-۶): همسر آمریکایی‌تبار مایکل.
- کینگزلی بن‌ادیر در نقش سرهنگ بن یانگر (فصل ۵؛ مهمان در فصل ۴): سرهنگ جوانی که با آیدا رابطه برقرار می‌کند. او همچنین در حال تحقیق در مورد فعالیت‌های سیاسی سوسیالیستی و فاشیستی است.
- سم کلفلین در نقش آزوالد موزلی (فصل ۵-۶): سیاستمدار فاشیست و رهبر اتحادیه فاشیست‌های بریتانیا.
- برایان گلیسون در نقش جیمی مک‌کاورن (فصل ۵): رهبر بیلی بویز، یک باند پروتستان اسکاتلندی.
- کیت دیکی در نقش مادر ارشد (فصل ۵): رئیس یک گروه راهبه.
- اندرو کوجی در نقش برلیانت چانگ (فصل ۵): رهبر یک باند جنایتکار چینی که درگیر قاچاق تریاک است.
- کوسمو جارویس در نقش بارنی توماسون (فصل ۵): یک تک‌تیرانداز جنگ جهانی اول که رفیق و دوست قدیمی تامی بوده و در یک دیوانه‌خانه زندانی است.
- الفی ایوانز میس (پرتکرار در فصل ۱) و هری کرتون (فصل ۶؛ پرتکرار در فصل ۲-۵) در نقش فین شلبی: کوچک‌ترین برادر شلبی‌ها و یکی از اعضای پیکی بلایندرز.
- شارلین مک‌کنا در نقش لورا مک‌کی/کاپیتان سوئینگ (فصل ۶؛ مهمان در فصل ۵): یک رهبر ارتش جمهوری‌خواه ایرلند از بلفاست.
- پائولین ترنر در نقش فرانسیس (فصل ۶؛ پرتکرار در فصل ۴-۵): خانه‌دار تامی.
- امبر اندرسون در نقش دایانا میتفورد/موزلی (فصل ۶): همسر دوم موزلی و یک سوسیالیست فاشیست.
- جیمز فرش‌ویل در نقش جک نلسون (فصل ۶): رئیس یک باند در جنوب بوستون، عموی جینا و رئیس مایکل در آمریکا.
- استیون گراهام در نقش هِیدن استگ (فصل ۶): گردهمایی‌کننده اتحادیه کارگران در اسکله لیورپول.
- کنراد خان در نقش اراسموس «دوک» شلبی (فصل ۶): پسر اول تامی از قبل از جنگ جهانی.
- جردن بولگر (پرتکرار در فصل ۲-۴) و داریل مک‌کورمک (فصل ۶؛ پرتکرار در فصل ۵) در نقش اِزایا هیسوس: پسر جرمیا و یکی از اعضای پیکی بلایندرز.
- امت جی. اسکنلن در نقش بیلی گِرید (فصل ۶؛ پرتکرار در فصل ۵): یک فوتبالیست سابق و یک خواننده که تبدیل به متحد گروه پیکی بلایندرز شد.

### سایر
- لوبو چان در نقش آقای ژانگ (فصل ۱): صاحب کسب‌وکار در محله چینی‌ها.
- ساموئل ادوارد کوک در نقش دنی «ویز بنگ» اوون (فصل ۱): رفیق سابق تامی و یکی از اعضای وفادار پیکی بلایندرز.
- تونی پیتس در نقش گروهبان/بازرس ماس (فصل ۱-۴): یک افسر پلیس از بیرمنگام.
- جاش اوکانر در نقش جیمز (فصل ۲): دوست و هم‌خانه آیدا.
- ارین شاناگر در نقش خانم راس (فصل ۲-۴): مادری انتقام‌جو که از آرتور به خاطر مرگ پسرش متنفر است.
- کنت کولی در نقش ویسنته چنگرتا (فصل ۳): پدر لوکا چنگرتا.
- برید برنان در نقش آدری چنگرتا (فصل ۳-۴): مادر لوکا چنگرتا.
- بیلی ماروود (فصل ۳)، جنسون کلارک (فصل ۴-۵) و بیلی جنکینز (فصل ۶) در نقش چارلز شلبی: پسر تامی و گریس.
- هِون لی کِلی (فصل ۵) و اورلا مک دونا (فصل ۶) در نقش روبی شلبی: دختر تامی و لیزی.
- آنورین برنارد در نقش دکتر هالفورد (فصل ۶): پزشک شخصی تامی.

## قسمت‌ها
| فصل | قسمت‌ها | قسمت‌ها | تاریخ اصلی روی آنتن رفتن | تاریخ اصلی روی آنتن رفتن | تاریخ اصلی روی آنتن رفتن | میانگین بینندگان بریتانیایی (میلیون) |
| فصل | قسمت‌ها | قسمت‌ها | اولین بار                | آخرین بار                | شبکه                     | میانگین بینندگان بریتانیایی (میلیون) |
| --- | ------ | ------ | ------------------------ | ------------------------ | ------------------------ | ------------------------------------ |
| ۱   | ۶      | ۶      | ۱۲ سپتامبر ۲۰۱۳          | ۱۷ اکتبر ۲۰۱۳            | بی‌بی‌سی دو                | ۲٫۳۸                                 |
| ۲   | ۶      | ۶      | ۲ اکتبر ۲۰۱۴             | ۶ نوامبر ۲۰۱۴            | بی‌بی‌سی دو                | ۲٫۱۸                                 |
| ۳   | ۶      | ۶      | ۵ مه ۲۰۱۶                | ۹ ژوئن ۲۰۱۶              | بی‌بی‌سی دو                | ۲٫۳۸                                 |
| ۴   | ۶      | ۶      | ۱۵ نوامبر ۲۰۱۷           | ۲۰ دسامبر ۲۰۱۷           | بی‌بی‌سی دو                | ۳٫۳۵                                 |
| ۵   | ۶      | ۶      | ۲۵ اوت ۲۰۱۹              | ۲۲ سپتامبر ۲۰۱۹          | بی‌بی‌سی وان               | ۵٫۸۷                                 |
| ۶   | ۶      | ۶      | ۲۷ فوریه ۲۰۲۲            | ۳ آوریل ۲۰۲۲             | بی‌بی‌سی وان               | ۵٫۴۲                                 |

## تولید و آینده

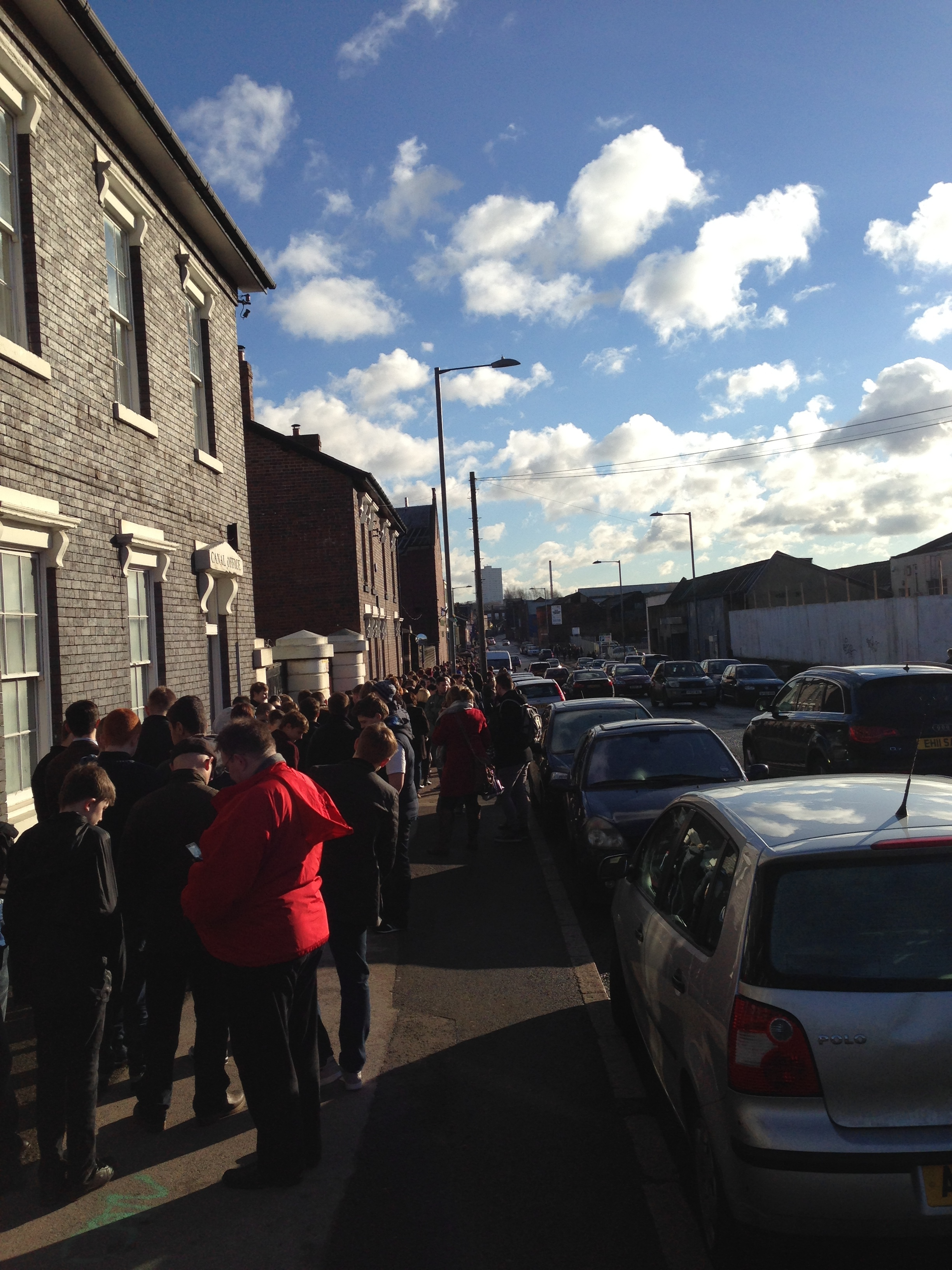
افرادی که در خیابان فازلی، دیگبث، بیرمنگام صف می‌کشند تا برای نقش‌های اضافی در سریال تلویزیونی Peaky Blinders تست بازیگری بدهند.

پیکی بلایندرز توسط استیون نایت ساخته شد و کتی سویندن تهیه‌کننده آن بود. متخصصان زبان در تولید برای کمک به پروژه استخدام نشدند که باعث شد کولی‌های رومی در فصل‌های ابتدایی اغلب به زبان رومانیایی شکسته صحبت کنند (بر خلاف رومانی).
پس از این‌که اعلام شد فصل ششم آخرین فصل از این مجموعه خواهد بود، نایت شفاف‌سازی کرد که بعد از وقفه یک ساله تولید در سال ۲۰۲۰، تصمیم گرفته شد که یک فیلم بلند سینمایی به جای هفتمین فصل تولید شود که احتمالاً با مجموعه‌های تلویزیونی مرتبط با آن دنبال خواهد شد.
پیکی بلایندرز جایزه درام بازگشتی را در مراسم جوایز تلویزیون ملی ۲۰۲۲ دریافت کرد و نایت طی سخنرانی خود تأیید کرد که تولید فیلم در بهار ۲۰۲۳ آغاز خواهد شد.
فیلمنامه‌نویس بریتانیایی سریال در مصاحبه‌ دیگری درباره حضور کیلین مورفی گفت: او قطعا برای فیلم سینمایی برمی‌گردد. ما از ماه سپتامبر [۲۰۲۴] فیلمبرداری را شروع می‌کنیم.

## تأثیر فرهنگی
طبق گزارش اداره‌ی ملی آمار (ONS)، پیکی بلایندرز تأثیر فرهنگی قابل تشخیصی در بریتانیا داشته است. در سال ۲۰۱۸، نام آرتور برای اولین بار از دهه ۱۹۲۰ در میان ۱۰ نام برتر پسران قرار گرفت و آیدا نیز برای اولین بار در یک قرن اخیر به ۱۰۰ نام برتر دختران رسید. فرضیه ONS این است که محبوبیت این نام‌ها از شخصیت‌های آرتور شلبی و آیدا تورن الهام گرفته شده است.

## بازی ویدیویی
در اوت ۲۰۲۰، یک بازی ویدیویی بر اساس این مجموعه تلویزیونی توسط FuturLab توسعه یافت و برای ایکس باکس وان، پلی استیشن ۴، نینتندو سوییچ و برای رایانه‌ی شخصی از طریق استیم منتشر شد.

## بخشی از جوایز و نامزدی‌ها
| فصل | جایزه                            | بخش                      | نامزد(ها)       | نتیجه    |
| --- | -------------------------------- | ------------------------ | --------------- | -------- |
| ۱   | جوایز برنامه‌های تلویزیونی آرتی‌اس | بهترین سریال درام        | "تیم تولید"     | برنده    |
| ۱   | جوایز هنر و طراحی آر‌تی‌اس         | بهترین طراحی لباس: درام  | استفانی کولی    | برنده    |
| ۱   | جوایز هنر و طراحی آر‌تی‌اس         | بهترین طراحی آرایش: درام | لوز اسکیاوو     | نامزدشده |
| ۱   | جوایز هنر و طراحی آر‌تی‌اس         | بهترین طراحی تولید: درام | گرانت مونتگومری | نامزدشده |
| ۱   | جوایز هنر و طراحی آر‌تی‌اس         | جایزه داوران             | "تیم تولید"     | برنده    |
| ۲   | جوایز بَفتای تلویزیونی            | بهترین سریال درام        | "تیم تولید"     | نامزدشده |